# Heinkel He 64
O Heinkel He 64 foi uma aeronave desportiva construída na Alemanha e 1932 para participar num Campeonato Aéreo desse mesmo ano. Foi desenvolvida por Siegfried Günter e Walter Günter.